# Yūji Nagata
Yūji Nagata (永田 裕志?, Nagata Yūji; Tōgane, 24 aprile 1968) è un wrestler ed ex artista marziale misto giapponese sotto contratto con la New Japan Pro-Wrestling.
Tra i più noti tweener della federazione giapponese, si distingue i suoi attacchi stiff e per il combattimento in stile shoot. In passato è stato detentore dell'IWGP Heavyweight Championship, del World Heavyweight Championship e del GHC Heavyweight Championship. Con un regno di 392 giorni da campione dei pesi massimi IWGP, ha detenuto a lungo il primato per il maggior numero di difese (10) della cintura, poi battuto da Hiroshi Tanahashi.
È il primo e unico wrestler ad aver vinto i tre principali tornei da singolo nipponici: il G1 Climax della New Japan, il Champion Carnival della All Japan Pro Wrestling ed il Global League Tournament della Pro Wrestling Noah.

## Carriera
Prima di praticare il wrestling, ha avuto una carriera di successo come lottatore amatoriale. Specializzato nella lotta greco-romana, ha preso parte a due campionati asiatici, una coppa del mondo ed un campionato mondiale, ottenendo discreti risultati.

### New Japan Pro Wrestling (1992–1997)
Nagata si unisce alla New Japan Pro-Wrestling nell'aprile 1992, iniziando poi ad allenarsi con NJPW Dojo. Compie il suo debutto il 14 settembre seguente, quando affronta senza successo Hiroyoshi Yamamoto. Incrementa la propria notorietà nel 1995, quando è inserito nell'angle che vede i "fedeli" della NJPW contro i lottatori della UWF International. In questo periodo impara da un ritornante Kazuo Yamazaki le fondamenta dello shoot wrestling, stile che lo avrebbe contraddistinto per il resto della carriera.

### World Championship Wrestling (1997–1998)
Il 1997 del giapponese inizia con l'approdo alla promozione statunitense World Championship Wrestling: con Sonny Onoo nelle vesti di manager e traduttore, compie il suo ingresso nella WCW come un personaggio heel sicuro di sé. Inizia quindi una faida con Último Dragón, spesso vittima di infortuni (kayfabe) alla spalla per via dello stile di combattimento aggressivo di Nagata. I due si affrontano ad Halloween Havoc il 26 ottobre, dove è Nagata ad uscire vittorioso grazie ad una sottomissione al braccio. Il 23 novembre si scontrano nuovamente in una rivincita a World War 3 con la stipulazione che in caso di vittoria, Dragón avrebbe avuto cinque minuti a disposizione sul ring esclusivamente con Onoo.  La vittoria di Nagata grazie ad un'interferenza di Onoo, tuttavia, sancisce definitivamente la fine degli screzi.
Nel 1998 fa coppia con Kensuke Sasaki in un torneo per determinare gli sfidanti numero uno ai titoli mondiali di coppia WCW. I due riescono ad uscirne vittoriosi ma vengono sconfitti nel match titolato. Ad agosto Nagata sceglie di lasciare la federazione per fare ritorno in Giappone.

### Ritorno alla NJPW (1998–presente)
Al suo ritorno nella NJPW dimostra subito alte ambizioni ed inizia a farsi strada per il titolo dei pesi massimi IWGP. Il 23 settembre 1998 sfida quindi Scott Norton per la cintura vacante (l'ex campione Masahiro Chono aveva subito un infortunio al collo), ma viene sconfitto.
Il 28 agosto 1999, a Tokyo, vince i titoli di coppia IWGP insieme a Manabu Nakanishi grazie ad un successo su Shiro Koshinaka e Kensuke Sasaki. Il loro regno durerà sino al 20 luglio 2000, quando vengono battuti da Satoshi Kojima and Hiroyoshi Tenzan. Sempre con loro inizieranno un feud dalla durata di diversi mesi, senza però riuscire a riconquistare le cinture. Il 4 gennaio 2000 si impone invece sul mentore Kazuo Yamazaki nel suo match di ritiro.
Nel marzo del 2000 forma una stable nota come "Fighting Club G-EGGS", con ciascun membro avente un background reale in discipline sportive: tra essi vi erano il compagno di coppia Manabu Nakanishi, Masakazu Fukuda, Yutaka Yoshie e Brian Johnston. Il destino della stable, tuttavia, non si rivela fortunato in quanto il gruppo è colpito da alcune tragedie; Fukuda muore nell'aprile 2000 per via di un'emorragia cerebrale subita in un match contro l'inesperto Katsuyori Shibata, mentre le apparizioni di Johnston saranno limitate da un infarto legittimo. Tali eventi portano Nagata a sciogliere ufficialmente la stable il 16 giugno 2001.
Successivamente trionfa all'undicesima edizione del torneo annuale G1 Climax, avendo la meglio in finale su Keiji Muto. Alla sua terza partecipazione, nelle precedenti due circostanze era stato eliminato in semifinale. Parte quaindi all'assalto del titolo IWGP dei pesi massimi, dopo che un infortunato Kazuyuki Fujita lo aveva reso vacante il 4 gennaio 2002, ma viene battuto da Tadao Yasuda. Nella loro rivincita avvenuta il 5 aprile seguente riesce finalmente a conquistare l'ambita cintura, ma dopo la vittoria è attaccato dalla stella della Pro Wrestling Noah Yoshihiro Takayama. Dopo un lungo regno dalla durata di tredici mesi, accompagnato dal primato per il maggior numero di difese (10) della cintura, verrà sconfitto da Takayama il 2 maggio 2003 al Tokyo Dome.
Il 4 gennaio 2004 si impone su Kensuke Sasaki al the Tokyo Dome, al termine di un intenso match durato dodici minuti. Nell'aprile del 2005 forma il "Team JAPAN", una stable composta da ex lottatori amatoriali e secondo la kayfabe contraria alla nuova generazione di talenti della NJPW. L'11 dicembre seguente affronta senza successo Brock Lesnar per la cintura dei pesi massimi IWGP.
Il 28 giugno 2006 è annunciato come concorrente del G1 Climax 2006. Successivamente sfida Minoru Suzuki in un match per il titolo Triple Crown dei pesi massimi, ma ne esce sconfitto dopo essere svenuto per via di una Saka-otoshi del campione in carica.
Con il trionfo alla New Japan Cup il 21 marzo 2007 diventa il primo wrestler a vincere sia il G1 Climax che la New Japan Cup. Il 13 aprile seguente ha la meglio su Hiroshi Tanahashi per la cintura dei pesi massimi IWGP. Il suo secondo regno si interrompe l'8 ottobre dello stesso anno dopo una sconfitta contro Tanahashi al Tokyo Sumo Hall. Nel gennaio 2008 sfida l'ex stella della WWE Kurt Angle per la versione IGF della cintura IWGP dei massimi, ma è sconfitto tramite sottomissione.
Torna da un infortunio nell'estate del 2008, guidando la New Japan contro i volti della Zero1. Fondamentale è la sua faida contro il campione dei pesi massimi della Zero1 Masato Tanaka, il quale è in grado di sconfiggere il 13 ottobre in un incontro per il titolo. Dopo tre difese dagli assalti di Kohei Sato, Tatsuhito Takaiwa e Masato Tanaka, il suo regno si conclude dopo una sconfitta contro Shinjiro Otani il 27 febbraio 2009. Il giorno seguente fa coppia con Hiroshi Tanahashi in una vittoria su Masahiro Chono e Goto. Più tardi annuncia la sua partecipazione al New Japan Cup, per affrontare il vincitore tra Tanahashi-Angle in un match per il titolo, ma viene eliminato nelle semifinali da Hirooki Goto. Nell'autunno del 2009 forma un'altra stable, la Seigigun, composta da Wataru Inoue, Mitsuhide Hirasawa e Super Strong Machine
Il 3 maggio 2010, al Wrestling Dontaku 2010, Nagata ed Inoue sconfiggono i No Limit (Tetsuya Naito e Yujiro Takahashi) ed i Bad Intentions (Giant Bernard e Karl Anderson) in un three-way match con in palio i titoli di coppia IWGP. Perderanno le cinture contro Bernard e Anderson il 19 giugno seguente, in una rivincita a Dominion 6.19. Dopo l'uscita di Hirasawa dalla Seigigun, Nagata decide di sostituirlo con il neo arrivato King Fale. A fine ottobre partecipa con Inoue al G1 Tag League 2010, dove sconfigge in finale Tetsuya Naito e Yujiro Takahashi, dieci anni dopo la sua prima vittoria del torneo. Tale successo consente alla coppia di affrontare i Bad Intentions in un match per le cinture, dal quale però ne escono sconfitti. Il giorno seguente Nagata torna alla New Japan e vede ricominciare la faida con Minoru Suzuki, dopo aver subito un attacco da parte di quest'ultimo. Il 4 gennaio 2011 sconfigge quindi Suzuki in un grudge match. Il 13 marzo prende parte alla New Japan Cup 2011, sconfiggendo Giant Bernard nel primo round. Il 19 marzo ha la meglio su Masato Tanaka in semifinale, mentre nella finalissima del giorno seguente si impone su Shinsuke Nakamura divenendo contendente numero uno al titolo dei pesi massimi IWGP. Nagata riceve il suo match titolato il 3 aprile, ma viene sconfitto dal campione in carica Hiroshi Tanahashi. La settimana seguente partecipa al torneo Champion Carnival della All Japan Pro Wrestling ed il 13 aprile sconfigge in finale Seiya Sanada. Il 18 giugno è attaccato a tradimento dall'ex membro della Seigigun Mitsuhide Hirasawa, ora noto come Hideo Saito e membro del Chaos. Il giorno dopo disputa un match per il titolo dei pesi massimi Triple Crown, ma è sconfitto dal campione in carica Suwama. Nel mese di agosto prende parte al G1 Climax 2011, dove in finale è sconfitto a gran sorpresa dall'ex allievo Hideo Saito. Il 19 settembre terima con una vittoria la faida con Saito, ma a fine incontro è aggredito dal membro del Chaos Toru Yano. I due si affrontano il 10 ottobre a Destruction '11, dove è Nagata a trionfare. La stessa sera sfida il campione dei pesi massimi Hiroshi Tanahashi, che lo sconfigge il 4 dicembre seguente nella sua decima difesa della cintura (primato quindi condiviso con lo stesso Nagata e più tardi superato).

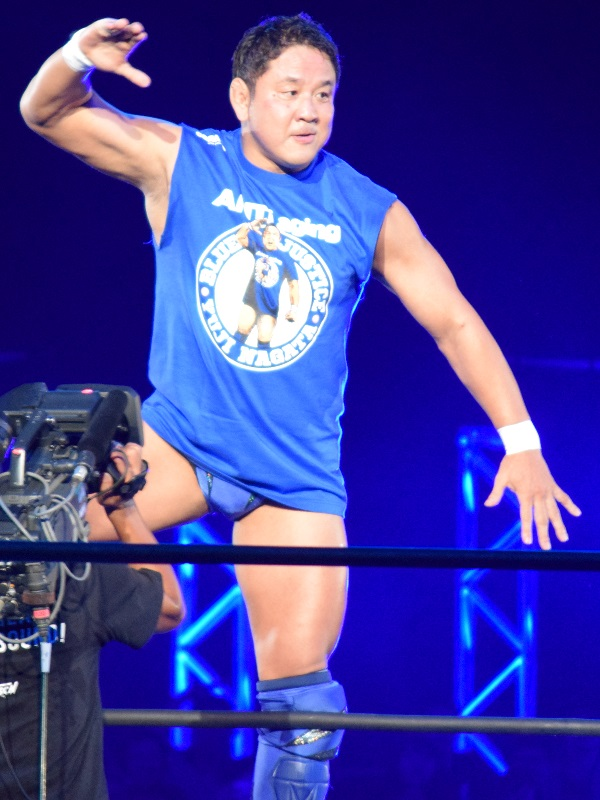
Nagata nell'agosto 2015

Il 4 gennaio 2012 fa coppia assieme a Wataru Inoue in una sconfitta contro Masakatsu Funaki e Masayuki Kono della All Japan Pro Wrestling. Nel corso del match Nagata infligge a Funaki una frattura dell'orbita oculare che lo costringe ad uno stop di circa sei mesi. Inizia quindi ad apparire con più frequenza per la All Japan, dove incomincia una faida con l'allievo di Funaki, Kono. Il 29 luglio viene quindi sconfitto da un ritornante Funaki in un grudge match. Il 9 settembre festeggia il ventesimo anno da professionista, facendo coppia con Jun Akiyama e Masaaki Mochizuki in una vittoria su Kazuchika Okada, Shinsuke Nakamura e Yujiro Takahashi. Nel mese di novembre partecipa al Global League Tournament della Pro Wrestling Noah, che si conclude con un posto in semifinale dopo una sconfitta subita dal campione dei pesi massimi GHC Takeshi Morishima. Fa poi coppia con Masaaki Mochizuki al World Tag League 2012, dovendosi però fermare ai quarti di finale. Il 4 gennaio 2013 batte invece Minoru Suzuki nell'ennesimo capitolo della loro lunga rivalità. Successivamente inizia una nuova faida con Kazushi Sakuraba, che culmina a sorpresa con la formazione di un tag team nel mese di ottobre. Con il successo al Global League Tournament 2013 diventa il primo wrestler a vincere i tre principali tornei da singolo nipponici, ovvero il G1 Climax, il Champion Carnival ed il Global League Tournament. Questo lo porta a sfidare il campione GHC dei pesi massimi Kenta, che però lo sconfigge. L'8 febbraio 2014 riceve una seconda opportunità titolata e la sfrutta al meglio, superando Takeshi Morishim e divenendo nuovo campione. Perde la cintura alla quinta difesa, contro Naomichi Marufuji, il 5 luglio seguente.
Il 14 febbraio 2015 sfida senza successo Shinsuke Nakamura per il titolo intercontinentale IWGP. Il 3 maggio 2016 conquista il suo primo titolo da singolo in nove anni, quando ha la meglio su Katsuyori Shibata per la cintura Openweight NEVER. Verrà detronizzato il 19 giugno seguente nella loro rivincita.

## Personaggio

### Mosse finali
- Backdrop Hold[1] (Bridging belly-to-back suplex)[45]
- Drive Screw (Swinging vertical suplex)
- Nagata Lock[1] (Reverse figure-four leglock)[46]
- Nagata Lock II[1] (Crossface)
- Nagata Lock III[1] (Crossface / Scissored armbar combinate)
- Nagata Lock IV[1] (Chickenwing over the shoulder crossface)
- STF – WCW
- Thunder Death Driver[1] (Kneeling crucifix powerbomb)

### Manager
- Sonny Onoo[47][48]

### Soprannomi
- "Blue Justice"[49]
- "Mr. Saikyou"[50]
- "Mr. IWGP"[50]

## Titoli e riconoscimenti
- All Japan Pro Wrestling
  - AJPW Triple Crown Heavyweight Championship (1)
  - World Tag Team Championship (1) – con Kendo Kashin
  - Champion Carnival (2011)[18]
- New Japan Pro-Wrestling
  - IWGP Heavyweight Championship (2)
  - IWGP Tag Team Championship (2) – con Manabu Nakanishi (1) e Wataru Inoue (1)
  - NEVER Openweight Championship (1)[43]
  - G1 Climax (2001)
  - G1 Tag League (2000) – con Takashi Iizuka
  - G1 Tag League (2010) – con Wataru Inoue[9]
  - New Japan Cup (2007, 2011)[16]
  - New Japan Rumble (2015)
  - Naeba Prince Hotel Cup Tag Tournament (2001) – con Jushin Thunder Liger[51]
  - Samurai! TV Openweight Tag Team Tournament (2005) – con Hirooki Goto[52]
  - MVP Award (2002)[53]
  - Outstanding Performance Award (2001)[54]
  - Singles Best Bout (2001) – vs. Keiji Muto on August 12[54]
  - Singles Best Bout (2002) – vs. Masahiro Chono on October 26[53]
  - Tag Team Best Bout (2000) – con Manabu Nakanishi vs. Hiroyoshi Tenzan e Satoshi Kojima il 9 ottobre[55]
  - Tag Team Best Bout (2001) – con Jun Akiyama vs. Hiroshi Hase e Keiji Muto l'8 ottobre[54]
- Pro Wrestling Illustrated
  - PWI ranked him #8 of the top 500 singles wrestlers in the PWI 500 in 2002[56]
- Pro Wrestling Noah
  - GHC Heavyweight Championship (1)[40]
  - GHC Tag Team Championship (1) – con Hiroshi Tanahashi
  - Arukas Cup 6-Man Tag Tournament (2015) – con Maybach Don e Maybach Taniguchi[57]
  - Global League Tournament (2013)[37]
  - Global League Tournament Fighting Spirit Award (2014)[58]
- Pro Wrestling Zero1-Max
  - World Heavyweight Championship (1)
- Tokyo Sports
  - Fighting Spirit Award (2011)[59]